# Alloscirtetica
Alloscirtetica is een geslacht van vliesvleugelige insecten uit de familie bijen en hommels (Apidae).

## Soorten
- A. alvarengai Urban, 1971
- A. ameghinoi (Brèthes, 1910)
- A. antarctica (Holmberg, 1903)
- A. arrhenica (Vachal, 1904)
- A. baeri (Vachal, 1904)
- A. basirufa (Brèthes, 1910)
- A. brethesi (Jörgensen, 1912)
- A. cinerea Michener, LaBerge & Moure, 1955
- A. clypeata Urban, 1971
- A. corvina (Friese, 1908)
- A. chilena Urban, 1971
- A. diplaspis (Cockerell, 1926)
- A. eophila (Cockerell, 1918)
- A. escomeli (Cockerell, 1926)
- A. frieseana (Herbst, 1920)
- A. gayi (Spinola, 1851)
- A. gazullai (Ruiz, 1938)
- A. giacomeli Urban, 1977
- A. gilva (Holmberg, 1884)
- A. grafi Urban, 1977
- A. herbsti (Friese, 1906)
- A. labiatarum (Ducke, 1911)
- A. lanosa Urban, 1971
- A. larocai Urban, 1977
- A. lusor (Cockerell, 1918)
- A. marinonii Urban, 1977
- A. mephistophelica (Schrottky, 1902)
- A. mielkei Urban, 1977
- A. mourei Urban, 1977
- A. oliveirae Urban, 1977
- A. paraguayensis (Friese, 1909)
- A. porteri (Ruiz, 1938)
- A. rufitarsis (Bertoni, 1918)
- A. sakakibarai Urban, 1977
- A. segmentaria (Brèthes, 1910)
- A. semirufa (Friese, 1908)
- A. spegazzinii (Brèthes, 1910)
- A. tornowii (Brèthes, 1910)
- A. tristrigata (Spinola, 1851)
- A. vagabunda Vivallo, 2003
- A. valparadisaea (Herbst, 1920)
- A. vara (Brèthes, 1910)
- A. weyrauchi Michener, LaBerge & Moure, 1955